# Dasypolia eucraspeda
Dasypolia eucraspeda là một loài bướm đêm trong họ Noctuidae.